# Podpaska

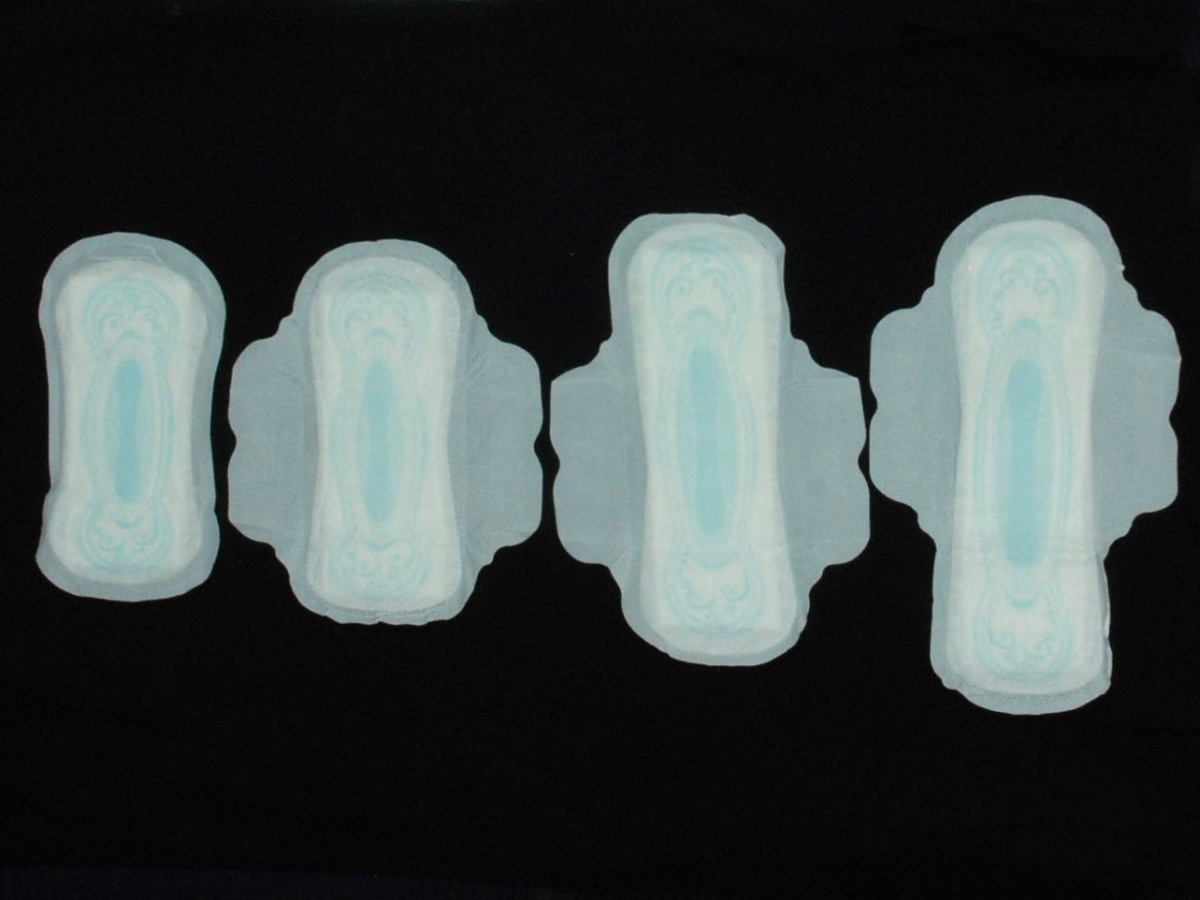
Podpaski (trzy po prawej ze skrzydełkami)

Podpaska – produkt higieniczny z miękkiego chłonnego materiału, stosowany przez kobiety w czasie menstruacji. Może być również stosowana w przypadku krwawienia po porodzie, podczas rekonwalescencji po operacji ginekologicznej, po poronieniu lub aborcji, a także w każdej innej sytuacji, gdzie konieczne jest zaabsorbowanie wypływającej z pochwy krwi. Podpaska to rodzaj produktu do higieny menstruacyjnej, który stosuje się zewnętrznie, w przeciwieństwie do tamponów i kubeczków menstruacyjnych, które nosi się wewnątrz pochwy. Zalecana jest wymiana podpasek co 3-4 godziny, aby uniknąć namnażania się określonych bakterii, które mogą rozwijać się we krwi. 
Podpaski wykonywane są z różnych materiałów, w zależności od ich rodzaju, kraju produkcji i marki. 

## Rodzaje

### Jednorazowe
Głównymi materiałami stosowanymi do produkcji jednorazowych podpasek menstruacyjnych są zazwyczaj wybielana wiskoza (celuloza wytwarzana z pulpy drzewnej), bawełna i tworzywa sztuczne. Ponadto mogą zawierać środki zapachowe i antybakteryjne. Elementy plastikowe to warstwa spodnia i proszek polimerowy stanowiący dodatkowy składnik chłonny (polimery superchłonne), który po zamoczeniu zamienia się w żel.
Podpaski jednorazowe składają się z warstwy chłonnej, wierzchniej warstwy z celulozy lub porowatej folii ułatwiającej wchłanianie wydalanej krwi i nieprzepuszczającej cieczy warstwy spodniej. Od spodu zazwyczaj mają warstwę kleju, umożliwiającą przytwierdzenie do bielizny, co zapobiega przesuwaniu. Są dostępne w różnych rozmiarach i o zróżnicowanej chłonności.

### Wielorazowe
Podpaski wielorazowe są szyte z różnego rodzaju tkanin i wymagają uprania po każdym użyciu. Są uważane za tańszą i bardziej ekologiczną alternatywę dla podpasek jednorazowych. Używane są często nadal w krajach rozwijających się.